# Таємний прихисток романтиків
Таємний прихисток романтиків (кор. 꽃선비 열애사, ханча: 花선비 熱愛史, дослівно: Історія пристрасного кохання квіткових вчених) — історичний південнокорейський телесеріал, що розповідає історію про власницю гостьового будинку «Заїзд Іхвавон», Юн Тан О та трьох постояльців, квіткових вчених Кан Сана, Чон Ю Ха, і Кім Сі Йоля зі своїми таємницями, що вирушають на пошуки скинутого кронпринца Лі Соля, який зник 13 років тому. Телесеріал оснований на однойменному вебромані автора Кім Чон Хва. Він транслювався на телеканалі SBS щопонеділка та щовівторка з 20 березня по 16 травня 2023, крім того серіал також доступний на платформах Wavve у Південній Кореї та Viki і Viu у вибраних регіонах. У головний ролях Сін Є Ин, Рьоун, Чон Кон Джу та Кан Хун.

## Сюжет
Відбувається заколот, внаслідок якого батько і мати, захищаючи свого сина Лі Соля, помирають від рук заколотників. Лі Соль, втікаючи від переслідувачів, потрапляє в Іхвавон, де юна Юн Тан О проводить поминки за своїм померлим батьком. Тоді ж вона переховує новоприбулого відвідувача у собачій будці від королівської вартових, але при цьому не знає ім'я цього хлопчика.
Відтоді проходить 13 років і Юн Тан О стає власницею Іхвавону, де відкриває гостьовий будинок для вчених, що готуються до написання іспиту на державну службу. Однак бізнес йде не досить вдало через низьку кількість постояльців, що викликано чутками про жіночого привиду, що забирає душі вчених на той світ. На той час у Ільхвовані живуть лише двоє вчених, першим є шляхетний вчений Чон Ю Ха, що готується до екзамену, а другий — Юк Юк Хо, легендарний вчений, який ніяк не може успішно скласти екзамен. Тому вона намагається всілякими зусиллями заохотити вчених до вибору її закладу.
Під час однієї із таких прогулянок до неї причепився пан Он, що вже давно хоче на ній одружитися, зі своїми друзями, щоб умовити її одружитися. Однак, тоді вона вперше зустрічається з Кім Сі Йолєм, який прийшов її рятував, але через свою власну незграбність сам потребував порятунку. Після втечі звідти Кім Сі Йоля забирають вартові, а Ю Тан О прямує до одного із шинків, де зустрічає Кан Сана, що тільки-но прибув до закладу після довгої подорожі. Вона йому пропонує оселитися в її закладі, але він відмовляє їй. Тому, коли Кан Сан забуває свої речі у закладі, то вона їх забирає із собою до Іхвавону. Увечері Кан Сан приходить по речі, але йому доводиться залишатися у заїзді, бо почалася комендантська година і кращого місця для ночівлі не має. Крім того, до них приєднується і Кім Сі Йоль, якому теж нікуди йти.
Однак згодом над Іхвавоном нависає загроза Чан Тхе Хва, що надав кредит батьку Юн Тан О, хоче його повернути, тому вона має його або оплатити, або він забере Іхвавон. У той час у місті неспокійно, бо вартові за наказом короля Лі Чхана шукають Лі Соля, який за чутками недавно приїхав у місто. Отже, Тан О бачить свій шанс виплатити борг і повідомляє Чан Тхе Хва, що знайде Лі Соля. До пошуків також приєднуються Кан Сан, Чон Ю Ха та Кім Сі Йоль, але у процесі пошуку стає зрозуміло, що кожен із вчених, як і сама Юн Тан О має якусь таємниці. До того ж вона починає підозрювати, що хтось серед вчених є Лі Солєм, а хтось — Охоронцем, що таємно оберігає Лі Соля.

## Акторський склад

### Головні ролі
- Сін Є Ин як Юн Тан О[13][14]
  - Лі Со Юн як Юн Тан О у дитинстві
  - Со Ин Соль як Юн Тан О у підлітковому віці

Вона є власницею «Заїзду Іхвавон», який отримала у спадок від батька. У дитинстві Юн Тан О допомогла Лі Солю сховатися від вартових, проте вона не відає, ким був той хлопчик. Після того, як в неї оселилися Кан Сан, Чон Ю Ха та Кім Сі Йоль, до неї приходить лиха звістка про те, що батько мав борг, який вона має сплати або віддати Іхвавон. Тому вона вирушає на пошуки Лі Соля, якого також розшукує Чан Тхе Хва, якому вона має виплати борг. У неї є сестра Юн Хон Джу, яка мала вийти за сина Чан Тхе Хва, але після його смерті переховується в Іхвавоні. Поступово Юн Тан О закохується у Кан Сана.
- Рьоун як Кан Сан/Лі Соль[13][14]
  - Кі Ин Ю як Лі Соль у дитинстві
  - О Ча Хун як Лі Соль у підлітковому віці

Він є вченим, що прибуває звіддаля до столиці. Кан Сан є вправним майстром меч, проте він намагається триматися осторонь від Юн Тан О. З часом він закохується в Тан О. Кан Сан успішно складає іспиту на державну службу та стає королівським вартовим, що охороняє Лі Чхана. Пізніше стає відомо, що Кан Сан є скинутим принцом Лі Солєм, що втратив у дитинстві батьків. А тепер хоче помститися Лі Чхану і повернути собі престол.
- Чон Кон Джу як Чон Ю Ха/Лі Ґьом[13][14]
  - Ку Хьон як Чон Ю Ха у дитинстві

Він є вченим зі шляхетною родини, що проживає в Іхвавоні. Ю Ха постійно приділяє увагу Юн Тан О і з часом в неї закохується. Він також головує у таємній організації Мокінхве, яка на меті має встановлення справедливої владі у Чосоні і скидання короля-тирана, Лі Чхана, з престолу. Пізніше стає відомо, що Ю Ха є позашлюбним сином короля з ім'ям Лі Ґьом. Тоді під головуванням міністра Сін Вон Хо він вдає із себе скинутого принца Лі Соля.
- Кан Хун як Кім Сі Йоль/Охоронець[13][14]
  - Йон О як Кім Сі Йоль у підлітковому віці

Він є вченим, з яким постійно трапляються негаразди і який веде розбещений спосіб життя. Сі Йоль як і Кан Сан вирішує зостатися на ночівлю в Іхвавоні, але через брак грошей оплату за проживання планує оплатити пізніше. Він є одним із єдиних вчених, які порушує обіцянку та заходить в заборонену частину Іхвавоні. Там Сі Йоль зближується із начебто померлою сестрою Юн Тан О, Юн Хон Джу, та поступово в неї закохується. Пізніше стає відомо, що він є Охоронецем, що таємно оберігає Лі Соля від потенціних загроз, вбиваючи кожного, хто знає про його ідентичність і загрожує його життю.

### Другорядні ролі

#### Люди у «Заїзді Іхвавон»[a]
- Чо Хє Джу як Юн Хон Джу[15][16]

Вона є сестрою Юн Тан О, яка мала вийти за сина Чан Тхе Хва, Чан Хьона, але той помер під час одного зі своїх похід. Після того батько Чан Тхе Хва захотів, щоб Хон Джу все ж таки перейшла до його сім'ї та стала назавжди самотньою. Однак, вдавши, що вона померла від хвороби, стала переховуватися в Іхвавоні. Пізніше Хон Джу зближається з Кім Сі Йолєм і поступово в нього закохується.
- Лі Мі До як Наджу[17][18]

Вона є служницею в Іхвавоні, що порається по домашніх справах, але при цьому не вміє готувати. Наджу є неосвічіною, тому вона не вміє читати. Вона поступово закохується в Юк Юк Хо.
- Ін Кьо Чжін як Юк Юк Хо[17][18]

Він є вченим, що живе в Іхвахвоні ще від часів батька Юн Тан О, але при цьому він ніяк не може скласти екзамен, через що отримав статус легендарного вченого. Юк Хо поступово закохується в Наджу.

#### Люди у Пуйонґак[b]
- Хан Чхе А як Хварьон[13][14]

Вона є кісен, що завідує Пуйонґаком, одним із найбільших гостьовим будинком у Ханяні. Вона разом із міністром Сін Вон Хо допомагають Ю Ха і Мокінхве досягти своєї цілі. В останніх серіях стає відомо, що вона є біологічною матір'ю Ю Ха.
- Хван Порим Бьоль як Паня[17][18]

Вона є людиною зі шляхетної родини, що втратила свій статус і стала кісен після того, як її родина захистила Лі Соля від Лі Чхана. Її від насмішок інших кісен рятує Кан Сан, після чого в неї з'являються почуття до нього.

#### Люди, шукають Лі Соля
- О Ман Сок як Чан Тхе Хва[13][14]

Він є суддею Хансонбу та одним із впливових власником Пуйонґаку, що полює на Лі Соля та його Охоронця. Тхе Хва раніше втратив свого сина від рук Охоронця, тому він у першу чергу зацікавлений знайти саме його. Крім того, він є головою організації «Шість воїнів», що є таємною організацією, яка подібна до організації «Охоронців».
- А Не Сан як Сін Вон Хо[19]

Він є лівим державним радником при королі Лі Чхані. Однак, він, втомившись від тиранії влади поточного короля, починає таємно виділяти кошти і бути залученим до організації «Мокінхве» та ставить за мету замінити поточного короля на більш справедливого і відданого народів Чосон.
- Хьон У як Лі Чхан[17][18]

Він є королем, що вчинив заколот проти свого брата і посів на престол. Однак відтоді його не полишають страхи того, що Лі Соль може повернутися та забрати в нього престол. Тому він невпинно продовжує шукати Лі Соля, водночас, вбиваючи кожного, в кого з'явилася хоч найменше бажання піти проти нього.
- Квон То Хьон як Чан Хьон

Він є сином Чан Тхе Хва, що був членом таємної організації «Шість воїнів». Під час останнього походу проти Лі Соля, Чан Хьон був вбитий Охоронцем. Він мав одружитися на Хон Джу.
- Сон Чі Хьок як Чхве Чон Су

Він є посадовою особою у Хансонбу під керівництвом Чан Тхе Хва.
- Кім Хьон Сік як Кім Му Хьон

Він є посадовою особою у Хансонбу під керівництвом Чан Тхе Хва.

#### Люди у палаці
- Кіль Ин Хє як Пак Квін Ін

Вона є королівською наложницею Лі Чхана, яка хоче народити спадкоємця престолу. Однак як Квін Ін не намагалася, але в неї постійно народжуються доньки, тому вона вирішує підмінити свою доньку на хлопчика іншої жінки. Крім того, вона допомагає у пошуках Лі Соля, бо прагне залишитися при престолі.
- Нам Кі Е як королева вдова[en]

Вона є мати Лі Чхана; батька Лі Соля, Лі Пхьон, та ще одно брата, великого принца Ким Рьона. Після смерті своїх двох синів від рук Лі Чхана і подальшої його тиранії, вона стає у змову з міністром Сін Вон Хо з метою допомогти організації «Мокінхве» скинути поточного короля. Крім того, королева є спонсорує організацію «Охоронців».
- Лі Чун Хьок як Но Сон Ґіль[17][18]

Він був головним євнухом при померлому королі Лі Пхьон. Крім того, Сон Ґіль є єдиним, хто в обличчя знає як виглядає скинутий принц Лі Соль, тому він і був помилуваний Лі Чханом. З часом він стає євнух при Лі Чхані, а також приєднується до змови міністра Сін Вон Хо з організацією «Мокінхве». Також Сон Гіль допомагає Кан Сану у його планах.
- Чу Сок Тхе як Кім Хван

Він є головою королівської варти та єдиним, кому довіряє Лі Чхан. Кім Хван допомагав Лі Чхан у проведені заколоту, крім того він також допомагає у пошуках Лі Соля.
- Чхве Тхе Хван як Юн Ку Нам

Він був одним із тих, хто складав іспит разом із Кан Саном, а потім так само як і він став королівським вартовим. Ку Нам став близьким другом у палаці.

#### Мокінхве
- То Хьон як Пак Пхіль

Він є членом організації «Мокінхве».
- Чі Кон у як Юн Хі Сон

Він є членом організації «Мокінхве».

#### Інші
- Пе Хьон Ґьон як Кім Чхі Ун

Він був королівським охоронцем Лі Пхьона, а після того, як відбувався заколот, він став близькою людиною Кан Сан. Він допомагає в його планах помститися Лі Чхану.
- Лі Тон Хі як чернець Мухак

Він є знайомим Кім Сі Йоля та колись був вчителем у організації «Охоронців».
- Лі Кван Хун як Пак Чон Ґван

### Особлива поява
- Пак Хві Сун як Он Сен Вон[c] (серії 1-2)[20][21]

Він хоче одружитися з Юн Тан О і готовий, навіть, до погроз, щоб досягти свого.
- Хан Ин Сон як Чон Кіль Джу (серія 8)[22]

Він є одним із завідувачів у закладі Пуйонґак, який під час одного зі своїх візитів причепився до Юн Тан О.
- Сін Чі Хун як Лі Пхьон (серія 9)

Він був королем, якого під час заколоту Лі Чхан скинув з престолу, а потім вбив.

## Оригінальні звукові доріжки

### Повний альбом
| The Secret Romantic Guesthouse (Original Television Soundtrack), Диск 1 | The Secret Romantic Guesthouse (Original Television Soundtrack), Диск 1 | The Secret Romantic Guesthouse (Original Television Soundtrack), Диск 1 | The Secret Romantic Guesthouse (Original Television Soundtrack), Диск 1 | The Secret Romantic Guesthouse (Original Television Soundtrack), Диск 1 | The Secret Romantic Guesthouse (Original Television Soundtrack), Диск 1 |
| #                                                                       | Назва                                                                   | Автор слів                                                              | Автор музики                                                            | Виконавець                                                              | Тривалість                                                              |
| ----------------------------------------------------------------------- | ----------------------------------------------------------------------- | ----------------------------------------------------------------------- | ----------------------------------------------------------------------- | ----------------------------------------------------------------------- | ----------------------------------------------------------------------- |
| 1.                                                                      | «Blooming»                                                              | Хван Ю Бін                                                              | Сін Хьон                                                                | Чон Се Ун                                                               | 3:30                                                                    |
| 2.                                                                      | «Melting» (녹아들어)                                                    | Кім Пом Джу, Кім Сі Хьок                                                | Кім Пом Джу, Кім Сі Хьок                                                | Чін Мін Хо                                                              | 3:31                                                                    |
| 3.                                                                      | «Daydream» (백일몽)                                                     | Чхве Хан Соль, Пак Сон Хьо, Кім Хван                                    | Чхве Хан Соль, Пак Сон Хьо, Кім Хван                                    | Сін Є Ин                                                                | 3:45                                                                    |
| 4.                                                                      | «Things that I couldn't say» (하지못한 말)                              | HUMBLER, Кім Сон Хьон, О Йон Су                                         | HUMBLER, Кім Сон Хьон, О Йон Су                                         | Сун Сун Хі                                                              | 3:55                                                                    |
| 5.                                                                      | «Addio»                                                                 | Кіль Хан На                                                             | Лі Чі Йон                                                               | Ім Чі Ин                                                                | 3:33                                                                    |
| 6.                                                                      | «It's all you» (다 그대라서)                                            | 빨간양말                                                                | 빨간양말                                                                | Сон Син Йон                                                             | 4:28                                                                    |
| 7.                                                                      | «Be there» (그곳에 있기에)                                              | Чхве Хан Соль, Кім Хван                                                 | Чхве Хан Соль, Кім Хван                                                 | Чон Сан Ґин                                                             | 3:46                                                                    |
| 8.                                                                      | «Blooming (Inst.)»                                                      |                                                                         | Сін Хьон                                                                | Чон Се Ун                                                               | 3:30                                                                    |
| 9.                                                                      | «Melting (Inst.)» (녹아들어 (Inst.))                                    |                                                                         | Кім Пом Джу, Кім Сі Хьок                                                | Чін Мін Хо                                                              | 3:31                                                                    |
| 10.                                                                     | «Daydream (Inst.)» (백일몽 (Inst.))                                     |                                                                         | Чхве Хан Соль, Пак Сон Хьо, Кім Хван                                    | Сін Є Ин                                                                | 3:44                                                                    |
| 11.                                                                     | «Things that I couldn't say (Inst.)» (하지못한 말 (Inst.))              |                                                                         | HUMBLER, Кім Сон Хьон, О Йон Су                                         | Сун Сун Хі                                                              | 3:55                                                                    |
| 12.                                                                     | «Addio (Inst.)»                                                         |                                                                         | Лі Чі Йон                                                               | Ім Чі Ин                                                                | 3:33                                                                    |
| 13.                                                                     | «It's all you (Inst.)» (다 그대라서 (Inst.))                            |                                                                         | 빨간양말                                                                | Сон Син Йон                                                             | 4:28                                                                    |
| 14.                                                                     | «Be there (Inst.)» (그곳에 있기에 (Inst.))                              |                                                                         | Чхве Хан Соль, Кім Хван                                                 | Чон Сан Ґин                                                             | 3:46                                                                    |

| The Secret Romantic Guesthouse (Original Television Soundtrack), Диск 2 | The Secret Romantic Guesthouse (Original Television Soundtrack), Диск 2 | The Secret Romantic Guesthouse (Original Television Soundtrack), Диск 2 | The Secret Romantic Guesthouse (Original Television Soundtrack), Диск 2 | The Secret Romantic Guesthouse (Original Television Soundtrack), Диск 2 |
| #                                                                       | Назва                                                                   | Автор музики                                                            | Виконавець                                                              | Тривалість                                                              |
| ----------------------------------------------------------------------- | ----------------------------------------------------------------------- | ----------------------------------------------------------------------- | ----------------------------------------------------------------------- | ----------------------------------------------------------------------- |
| 1.                                                                      | «Flower and Bird Painting» (화조도(花鳥畵))                             | Лі Чі Йон, Лі Ю Хі                                                      | Лі Чі Йон, Лі Ю Хі                                                      | 2:14                                                                    |
| 2.                                                                      | «Ehwawon» (이화원(二花院))                                              | Лі Чі Йон, Кім Ий Йон                                                   | Лі Чі Йон, Кім Ий Йон                                                   | 2:04                                                                    |
| 3.                                                                      | «Springtime walk» (봄날의 산책)                                         | Лі Чі Йон                                                               | Лі Чі Йон                                                               | 1:48                                                                    |
| 4.                                                                      | «Squint» (곁눈질)                                                       | Лі Чі Йон                                                               | Лі Чі Йон                                                               | 1:55                                                                    |
| 5.                                                                      | «Mitjangpagy» (밑장빼기)                                                | Лі Чі Йон, Кім Ий Йон                                                   | Лі Чі Йон, Кім Ий Йон                                                   | 1:43                                                                    |
| 6.                                                                      | «Snowflake smile» (눈꽃미소)                                            | Лі Чі Йон, Лі Ю Хі                                                      | Лі Чі Йон, Лі Ю Хі                                                      | 1:42                                                                    |
| 7.                                                                      | «Light pink flower shoes» (연분홍 꽃신)                                 | Лі Чі Йон, Лі Ю Хі                                                      | Лі Чі Йон, Лі Ю Хі                                                      | 1:58                                                                    |
| 8.                                                                      | «Memories in the moonlight» (달빛속 추억)                               | Лі Чі Йон, Чхве Че У                                                    | Лі Чі Йон, Чхве Че У                                                    | 2:03                                                                    |
| 9.                                                                      | «Sad blade» (슬픈 칼날)                                                 | Лі Чі Йон, Чхве Че У                                                    | Лі Чі Йон, Чхве Че У                                                    | 2:33                                                                    |
| 10.                                                                     | «Black clouds» (검은 구름)                                              | Лі Чі Йон, Чхве Че У                                                    | Лі Чі Йон, Чхве Че У                                                    | 3:12                                                                    |
| 11.                                                                     | «Another dream» (또 다른 꿈)                                            | Лі Чі Йон, Чхве Че У                                                    | Лі Чі Йон, Чхве Че У                                                    | 3:04                                                                    |
| 12.                                                                     | «Break the dawn» (새벽을 가르다)                                        | Лі Чі Йон                                                               | Лі Чі Йон                                                               | 2:51                                                                    |
| 13.                                                                     | «When snowflakes blow» (눈꽃 날리면)                                    | Лі Чі Йон                                                               | Лі Чі Йон                                                               | 4:14                                                                    |
| 14.                                                                     | «Swamp of doom» (운명의 늪)                                             | Лі Чі Йон, Чхве Че У                                                    | Лі Чі Йон, Чхве Че У                                                    | 1:58                                                                    |
| 15.                                                                     | «Waiting for strangers» (낯선 기다림)                                   | Лі Чі Йон                                                               | Лі Чі Йон                                                               | 2:43                                                                    |
| 16.                                                                     | «Walk in the clouds» (구름속 산책)                                      | Лі Чі Йон, Лі Ю Хі                                                      | Лі Чі Йон, Лі Ю Хі                                                      | 1:39                                                                    |
| 17.                                                                     | «For a new start» (새로운 시작을 위해)                                  | Лі Чі Йон                                                               | Лі Чі Йон                                                               | 2:39                                                                    |
| 18.                                                                     | «Precious step» (소중한 발걸음)                                         | Лі Чі Йон, Лі Ю Хі                                                      | Лі Чі Йон, Лі Ю Хі                                                      | 2:16                                                                    |

### Альбом частинами
| The Secret Romantic Guesthouse (Original Television Soundtrack), Part 1 | The Secret Romantic Guesthouse (Original Television Soundtrack), Part 1 | The Secret Romantic Guesthouse (Original Television Soundtrack), Part 1 | The Secret Romantic Guesthouse (Original Television Soundtrack), Part 1 | The Secret Romantic Guesthouse (Original Television Soundtrack), Part 1 | The Secret Romantic Guesthouse (Original Television Soundtrack), Part 1 |
| #                                                                       | Назва                                                                   | Автор слів                                                              | Автор музики                                                            | Виконавець                                                              | Тривалість                                                              |
| ----------------------------------------------------------------------- | ----------------------------------------------------------------------- | ----------------------------------------------------------------------- | ----------------------------------------------------------------------- | ----------------------------------------------------------------------- | ----------------------------------------------------------------------- |
| 1.                                                                      | «Blooming»                                                              | Хван Ю Бін                                                              | Сін Хьон                                                                | Чон Се Ун                                                               | 3:30                                                                    |
| 2.                                                                      | «Blooming (Inst.)»                                                      |                                                                         | Сін Хьон                                                                | Чон Се Ун                                                               | 3:30                                                                    |

| The Secret Romantic Guesthouse (Original Television Soundtrack), Part 2 | The Secret Romantic Guesthouse (Original Television Soundtrack), Part 2 | The Secret Romantic Guesthouse (Original Television Soundtrack), Part 2 | The Secret Romantic Guesthouse (Original Television Soundtrack), Part 2 | The Secret Romantic Guesthouse (Original Television Soundtrack), Part 2 | The Secret Romantic Guesthouse (Original Television Soundtrack), Part 2 |
| #                                                                       | Назва                                                                   | Автор слів                                                              | Автор музики                                                            | Виконавець                                                              | Тривалість                                                              |
| ----------------------------------------------------------------------- | ----------------------------------------------------------------------- | ----------------------------------------------------------------------- | ----------------------------------------------------------------------- | ----------------------------------------------------------------------- | ----------------------------------------------------------------------- |
| 1.                                                                      | «Melting» (녹아들어)                                                    | Кім Пом Джу, Кім Сі Хьок                                                | Кім Пом Джу, Кім Сі Хьок                                                | Чін Мін Хо                                                              | 3:31                                                                    |
| 2.                                                                      | «Melting (Inst.)» (녹아들어 (Inst.))                                    |                                                                         | Кім Пом Джу, Кім Сі Хьок                                                | Чін Мін Хо                                                              | 3:31                                                                    |

| The Secret Romantic Guesthouse (Original Television Soundtrack), Part 3 | The Secret Romantic Guesthouse (Original Television Soundtrack), Part 3 | The Secret Romantic Guesthouse (Original Television Soundtrack), Part 3 | The Secret Romantic Guesthouse (Original Television Soundtrack), Part 3 | The Secret Romantic Guesthouse (Original Television Soundtrack), Part 3 | The Secret Romantic Guesthouse (Original Television Soundtrack), Part 3 |
| #                                                                       | Назва                                                                   | Автор слів                                                              | Автор музики                                                            | Виконавець                                                              | Тривалість                                                              |
| ----------------------------------------------------------------------- | ----------------------------------------------------------------------- | ----------------------------------------------------------------------- | ----------------------------------------------------------------------- | ----------------------------------------------------------------------- | ----------------------------------------------------------------------- |
| 1.                                                                      | «Daydream» (백일몽)                                                     | Чхве Хан Соль, Пак Сон Хьо, Кім Хван                                    | Чхве Хан Соль, Пак Сон Хьо, Кім Хван                                    | Сін Є Ин                                                                | 3:45                                                                    |
| 2.                                                                      | «Daydream (Inst.)» (백일몽 (Inst.))                                     |                                                                         | Чхве Хан Соль, Пак Сон Хьо, Кім Хван                                    | Сін Є Ин                                                                | 3:44                                                                    |

| The Secret Romantic Guesthouse (Original Television Soundtrack), Part 4 | The Secret Romantic Guesthouse (Original Television Soundtrack), Part 4 | The Secret Romantic Guesthouse (Original Television Soundtrack), Part 4 | The Secret Romantic Guesthouse (Original Television Soundtrack), Part 4 | The Secret Romantic Guesthouse (Original Television Soundtrack), Part 4 | The Secret Romantic Guesthouse (Original Television Soundtrack), Part 4 |
| #                                                                       | Назва                                                                   | Автор слів                                                              | Автор музики                                                            | Виконавець                                                              | Тривалість                                                              |
| ----------------------------------------------------------------------- | ----------------------------------------------------------------------- | ----------------------------------------------------------------------- | ----------------------------------------------------------------------- | ----------------------------------------------------------------------- | ----------------------------------------------------------------------- |
| 1.                                                                      | «Things that I couldn't say» (하지못한 말)                              | HUMBLER, Кім Сон Хьон, О Йон Су                                         | HUMBLER, Кім Сон Хьон, О Йон Су                                         | Сун Сун Хі                                                              |                                                                         |
| 2.                                                                      | «Things that I couldn't say (Inst.)» (하지못한 말 (Inst.))              |                                                                         | HUMBLER, Кім Сон Хьон, О Йон Су                                         | Сун Сун Хі                                                              | 3:55                                                                    |
| 4.                                                                      | Untitled                                                                |                                                                         |                                                                         |                                                                         | 3:55                                                                    |

| The Secret Romantic Guesthouse (Original Television Soundtrack), Part 5 | The Secret Romantic Guesthouse (Original Television Soundtrack), Part 5 | The Secret Romantic Guesthouse (Original Television Soundtrack), Part 5 | The Secret Romantic Guesthouse (Original Television Soundtrack), Part 5 | The Secret Romantic Guesthouse (Original Television Soundtrack), Part 5 | The Secret Romantic Guesthouse (Original Television Soundtrack), Part 5 |
| #                                                                       | Назва                                                                   | Автор слів                                                              | Автор музики                                                            | Виконавець                                                              | Тривалість                                                              |
| ----------------------------------------------------------------------- | ----------------------------------------------------------------------- | ----------------------------------------------------------------------- | ----------------------------------------------------------------------- | ----------------------------------------------------------------------- | ----------------------------------------------------------------------- |
| 1.                                                                      | «Addio»                                                                 | Кіль Хан На                                                             | Лі Чі Йон                                                               | Ім Чі Ин                                                                | 3:33                                                                    |
| 2.                                                                      | «Addio (Inst.)»                                                         |                                                                         | Лі Чі Йон                                                               | Ім Чі Ин                                                                | 3:33                                                                    |

| The Secret Romantic Guesthouse (Original Television Soundtrack), Part 6 | The Secret Romantic Guesthouse (Original Television Soundtrack), Part 6 | The Secret Romantic Guesthouse (Original Television Soundtrack), Part 6 | The Secret Romantic Guesthouse (Original Television Soundtrack), Part 6 | The Secret Romantic Guesthouse (Original Television Soundtrack), Part 6 | The Secret Romantic Guesthouse (Original Television Soundtrack), Part 6 |
| #                                                                       | Назва                                                                   | Автор слів                                                              | Автор музики                                                            | Виконавець                                                              | Тривалість                                                              |
| ----------------------------------------------------------------------- | ----------------------------------------------------------------------- | ----------------------------------------------------------------------- | ----------------------------------------------------------------------- | ----------------------------------------------------------------------- | ----------------------------------------------------------------------- |
| 1.                                                                      | «It's all you» (다 그대라서)                                            | 빨간양말                                                                | 빨간양말                                                                | Сон Син Йон                                                             | 4:28                                                                    |
| 2.                                                                      | «It's all you (Inst.)» (다 그대라서 (Inst.))                            |                                                                         | 빨간양말                                                                | Сон Син Йон                                                             | 4:28                                                                    |

| The Secret Romantic Guesthouse (Original Television Soundtrack), Part 7 | The Secret Romantic Guesthouse (Original Television Soundtrack), Part 7 | The Secret Romantic Guesthouse (Original Television Soundtrack), Part 7 | The Secret Romantic Guesthouse (Original Television Soundtrack), Part 7 | The Secret Romantic Guesthouse (Original Television Soundtrack), Part 7 | The Secret Romantic Guesthouse (Original Television Soundtrack), Part 7 |
| #                                                                       | Назва                                                                   | Автор слів                                                              | Автор музики                                                            | Виконавець                                                              | Тривалість                                                              |
| ----------------------------------------------------------------------- | ----------------------------------------------------------------------- | ----------------------------------------------------------------------- | ----------------------------------------------------------------------- | ----------------------------------------------------------------------- | ----------------------------------------------------------------------- |
| 1.                                                                      | «Be there» (그곳에 있기에)                                              | Чхве Хан Соль, Кім Хван                                                 | Чхве Хан Соль, Кім Хван                                                 | Чон Сан Ґин                                                             | 3:46                                                                    |
| 2.                                                                      | «Be there (Inst.)» (그곳에 있기에 (Inst.))                              |                                                                         | Чхве Хан Соль, Кім Хван                                                 | Чон Сан Ґин                                                             | 3:46                                                                    |

## Рейтинги
Найнижчі рейтинги позначені синім кольором, а найвищі — червоним кольором.
| Серія            | Дата показу      | Середнє значення кількості переглядів | Середнє значення кількості переглядів | Середнє значення кількості переглядів |
| Серія            | Дата показу      | AGB Nielsen                           | AGB Nielsen                           | TNmS                                  |
| Серія            | Дата показу      | Загальнонаціональні                   | Сеул                                  | Загальнонаціональні                   |
| ---------------- | ---------------- | ------------------------------------- | ------------------------------------- | ------------------------------------- |
| 1                | 20 березня 2023  | 4,4 %                                 | 4,8 %                                 | 3,9 %                                 |
| 2                | 21 березня 2023  | 3,8 %                                 | 4,0 %                                 | 3,3 %                                 |
| 3                | 27 березня 2023  | 3,7 %                                 | 3,8 %                                 | Н/Д                                   |
| 4                | 28 березня 2023  | 3,7 %                                 | 3,8 %                                 | 3,2 %                                 |
| 5                | 3 квітня 2023    | 3,7 %                                 | 4,1 %                                 | Н/Д                                   |
| 6                | 4 квітня 2023    | 3,9 %                                 | 4,4 %                                 | 3,4 %                                 |
| 7                | 10 квітня 2023   | 3,7 %                                 | 4,1 %                                 | Н/Д                                   |
| 8                | 11 квітня 2023   | 3,8 %                                 | 3,8 %                                 | Н/Д                                   |
| 9                | 17 квітня 2023   | 3,7 %                                 | 4,0 %                                 | Н/Д                                   |
| 10               | 18 квітня 2023   | 3,7 %                                 | 4,0 %                                 | Н/Д                                   |
| 11               | 24 квітня 2023   | 3,2 %                                 | 3,3 %                                 | Н/Д                                   |
| 12               | 25 квітня 2023   | 3,2 %                                 | 3,3 %                                 | Н/Д                                   |
| 13               | 1 травня 2023    | 3,8 %                                 | 4,1 %                                 | 3,6 %                                 |
| 14               | 2 травня 2023    | 4,1 %                                 | 4,2 %                                 | 3,6 %                                 |
| 15               | 8 травня 2023    | 4,0 %                                 | 4,3 %                                 | 4,3 %                                 |
| 16               | 9 травня 2023    | 4,5 %                                 | 4,6 %                                 | 5,2 %                                 |
| 17               | 15 травня 2023   | 4,1 %                                 | 4,3 %                                 | 4,5 %                                 |
| 18               | 16 травня 2023   | 5,0 %                                 | 5,2 %                                 | 5,8 %                                 |
| Середнє значення | Середнє значення | 3,9 %                                 | 4,1 %                                 | 4,1 %                                 |

## Виноски
1. 1 2  В оригіналі кор. 객주 이화원, де слово 객주 позначає трактир або заїзд за часів династії Чосон для купців, що приїхали з інших регіонів для продажу своїх товарів. У серіалі 이화원 записується як 二花院, що дослівно: «Заїзд двох квітів», бо у вебромані сказано: Заїзд, про який кажуть, що в ньому розквітають дві квітки! (кор. 두 송이 꽃이 피어 있다는 객주!). Хоча у самому вебромані 이화원 записується як 理化院.
2. ↑  Ханча: 富營閣, кор. 부영각, дослівно: Висока будівля, яка багата і процвітаюча.
3. ↑  В оригіналі — 옹생원, де слово 옹생원 означає людину обмеженого кругозору, фанатичну людину.
4. ↑  Середнє значення обраховано на основі опублікованих рейтигах, точне середнє значення невідоме, бо рейтинги певних серій не записувалися.